# Beamte der Grafschaft Tripolis
Wie im Königreich Jerusalem gab es in der Grafschaft Tripolis fünf bedeutende Ämter: den Konstabler, den Marschall, den Seneschall, den Kämmerer und den Kanzler. Die ersten vier bildeten die Großämter.
Die folgende Liste ist nicht vollständig, zumal Namen und Daten der Beamten zum Teil nicht bekannt sind.

## Konstabler
- Wilhelm Peter (1106)
- Wilhelm Raimund (1106)
- Roger (1110–1117)
- Silvius (1139)
- Rainer (1140–1143)
- Arnold von Crest (1151–1155)
- Hugo Sans-Avoir (1161–1164)
- Raimund von Gibelet (1181–1183)
- Odo von Saint-Omer (1194)
- Gerhard von Ham (1198–1217)
- Johann (1217), auch Marschall (siehe unten)
- Thomas von Ham (1227–1255)
- Wilhelm von Farabel (1277–1282)

## Marschall
- Falcrand (1142–1145)
- Wilhelm von Lulen (1151)
- N. von Monteprasto (1163)
- Raimund (1177–1179)
- Johann (1187–1217), auch Konstabler (siehe oben)
- Johann (1241–1278)

## Seneschall
- Raimund (1117)
- Brunel (1139–1143)

## Kämmerer
- Walter von Margat (1137)
- Rainald (1139)
- Albert (1143)

## Kanzler
- Pons (1126), Archidiakon von St. Paul
- Jotron (1139–1143)
- Peter (1142–1143)
- Alberich (1163)
- Matthias (1174–1187)
- Johann von Corbonio (1202)